# Jane Francesca Elgee

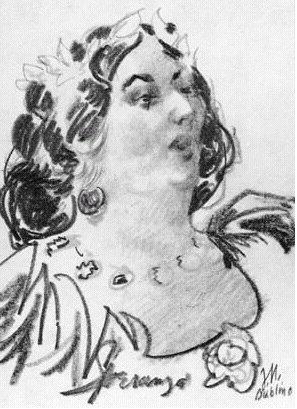
George Morosini: Jane Francesca Lady Wilde

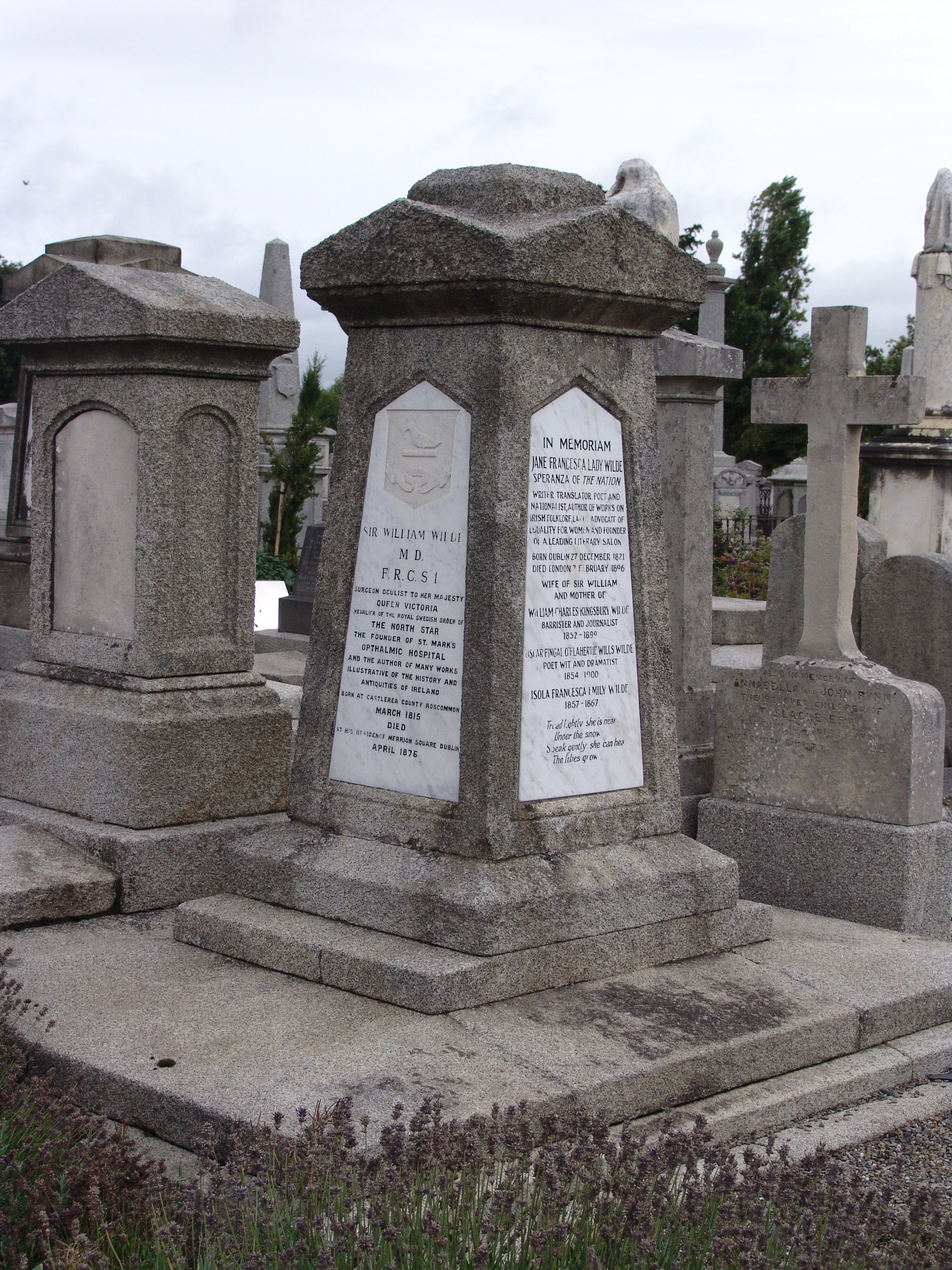
In memoriam in Dublin
Die tatsächliche Grabstelle in London ist unbekannt.

Jane Francesca Agnes, Lady Wilde (geborene Jane Frances Agnes Elgee, * vermutlich 27. Dezember 1821 in Wexford, Irland; † 3. Februar 1896 in London), bekannt unter dem Pseudonym Speranza, war eine irische Schriftstellerin und die Mutter von Oscar Wilde.

## Leben
Ihre Eltern waren Charles Elgee und Sara Kingsbury. Die Elgees stammten von englischen Handwerkern ab, die im 18. Jahrhundert nach Irland ausgewandert waren. Jane Frances hat den Namen jedoch als Anglisierung von Alighieri verstanden und eine Abstammung oder Verwandtschaft mit Dante behauptet. Dementsprechend verwendete sie statt ihrem zweiten Vornamen von Frances die Langform Francesca. Den dritten Namen, Agnes, verwandte sie überhaupt nicht.
Trotz ihrer loyalistischen (also englischen oder schottischen) Herkunft und ihrer protestantischen Konfession wurde Jane Elgee vom irischen Nationalismus erfasst, der in den Jahren der Großen Hungersnot 1845–1849 aufkam. Besonders erbitterte die Iren, dass die englischen Großgrundbesitzer mit großen Gewinnen Getreide nach England verkauften, während die Kleinbauern, durch die Kartoffelfäule ruiniert, verhungerten oder zur Auswanderung gezwungen waren.
Unter dem Pseudonym Speranza (auch Sperenza) veröffentlichte Jane Elgee Gedichte in der Zeitschrift Nation, die 1844 von der Young-Irelander-Bewegung, einer militanten Splittergruppe, gegründet wurde. Als 1848 deren Aufstand niedergeschlagen wurde (siehe Geschichte Irlands (1801–1922)), wurde der Mitbegründer und Herausgeber der Nation verhaftet. Von da ab war Jane Elgee Herausgeberin, und sie schrieb für den bewaffneten Aufstand und die Unabhängigkeit Irlands, was ihr den Namen Speranza of the Nation [Wortspiel: Speranza, Herausgeberin der Nation, und Hoffnung (Speranza) der (irischen) Nation] einbrachte.
Als Übersetzerin widmete sie sich u. a. dem Roman Sidonia von Borck, die Klosterhexe von Wilhelm Meinhold (siehe Kloster Marienfließ (Pommern)).
Am 12. November 1851 heiratete sie den Augen- und Ohrenarzt William Robert Wills Wilde. Damals gab sie ihr Alter mit 25 an, weshalb in vielen Quellen 1826 als ihr Geburtsdatum erscheint. Da ihr Vater aber bereits 1824 verstarb, ist diese Angabe mit Sicherheit falsch, sofern es sich bei dem angegebenen um den tatsächlichen Vater handelt. Wahrscheinlich wollte sie ihr für die damalige Zeit hohes Heiratsalter von fast 30 Jahren vertuschen. Seit ihr Gatte 1864 als Knight Bachelor geadelt worden war, führte sie als dessen Gattin den Höflichkeitstitel Lady Wilde.
Am 26. September 1852 wurde ihr erster Sohn Willie (William Charles Kingsbury) geboren; sie führte fortan das Leben einer Hausfrau und Mutter. Am 16. Oktober 1854 wurde ihr Sohn Oscar Fingal O’Flahertie Wills geboren. Während der erste Sohn lediglich den Geburtsnamen von Janes Mutter und die Vornamen von Vater und Großvater erhielt, waren Oscars weitere Vornamen ein Ausdruck des irischen Patriotismus: Oscar und Fingal waren (fiktive) irische Helden aus dem 3. Jahrhundert; der O’Flahertie-Clan regierte im County Galway und hatte sich im Kampf gegen Wikinger und Engländer hervorgetan. Oscar Wilde selbst behauptete, er sei nach König Oskar I. von Schweden-Norwegen benannt, bei dem sein Vater eine Augenoperation durchgeführt hatte.
Angeblich hatte Jane fest damit gerechnet, ein Mädchen zu bekommen, und soll deshalb Oscar bis zu seinem zehnten Lebensjahr wie ein Mädchen gekleidet haben. Dieser Umstand wurde als Ursache für Oscars Homosexualität angesehen. Aus frühen Fotos lässt sich diese Behauptung allerdings nicht belegen. Zudem wurde am 2. April 1857 das ersehnte Mädchen Isola Emily Francesca geboren. Bald darauf kamen die Wildes wieder zu Wohlstand, was es Jane ermöglichte, ein großbürgerliches Leben zu führen. Jeden Samstag hielt sie einen Salon ab (den sie „conversazione“ nannte), zu dem gebildete Gäste aus allen Teilen Europas erschienen. Ihre Kinder durften etwa ab dem zehnten Lebensjahr daran teilhaben, was nach Meinung der damaligen Zeit zu „altklugem“ Gehabe führen konnte, wahrscheinlich aber für die Entwicklung eher förderlich war.
In den 1860er Jahren wurde Jane Wilde von einer Patientin ihres Mannes, Mary Travers, wegen Verleumdung verklagt. Diese hatte eine Geschichte geschrieben, in der eine Patientin in Narkose von ihrem Arzt vergewaltigt wurde. Jane Wilde glaubte darin ihren Mann zu erblicken und verbat sich dieses Verhalten bei dem Vater der jungen Frau. Die darauffolgende Verleumdungsklage verlor Jane Wilde. Zwar wurde der Schadensersatz auf nur einen Viertel Penny (Farthing) beziffert, aber die Prozesskosten waren für die Familie ruinös. Am 23. Februar 1867 starb Isola an einem Fieber. Seiner Schwester, die er sehr liebte, widmete Oscar Wilde später das Gedicht Requiescat.
Am 19. April 1876 starb der Ehemann. Es stellte sich heraus, dass die finanzielle Situation weit schlechter war, als von Jane Wilde erwartet. Der uneheliche Sohn von William Wilde, Henry Wilson, rettete die Familie und bezahlte die Schulden. Auf diese Weise dankte er seinem Vater postum, dass dieser ihn nicht nur anerkannt, sondern ihm auch das Medizinstudium und eine Assistentenstelle an seinem Hospital ermöglicht hatte. Dennoch konnte Jane Wilde ihr Haus in Dublin auf Dauer nicht halten und zog nach London.
Als Oscar Wilde 1882 zu einer Vortragsreihe als Professor für Ästhetik in die USA reiste, war er keineswegs der berühmte Schriftsteller, sondern „Speranza’s boy“. Auf einem sogenannten intimen Fragebogen, den ihm 1877 eine amerikanische Zeitung vorlegte, antwortete er auf die Frage, welches seine bevorzugten Dichterinnen seien: „Sappho and Lady Wilde“.

## Werke
- Jane Wilde: Ancient Legends Mystic Charms & Superstitions of Ireland. 1888